# جوزيف تشابيل هاتشسون
جوزيف تشابيل هاتشسون هو محامي وسياسي أمريكي، ولد في 18 مايو 1842 في بويدتون في الولايات المتحدة، وتوفي في 25 مايو 1924 في تشاتانوغا في الولايات المتحدة. نشط حزبياً في الحزب الديمقراطي. وقد انتخب عضو مجلس النواب الأمريكي ‏.